# Sobór św. Mikołaja i Objawienia Pańskiego w Petersburgu

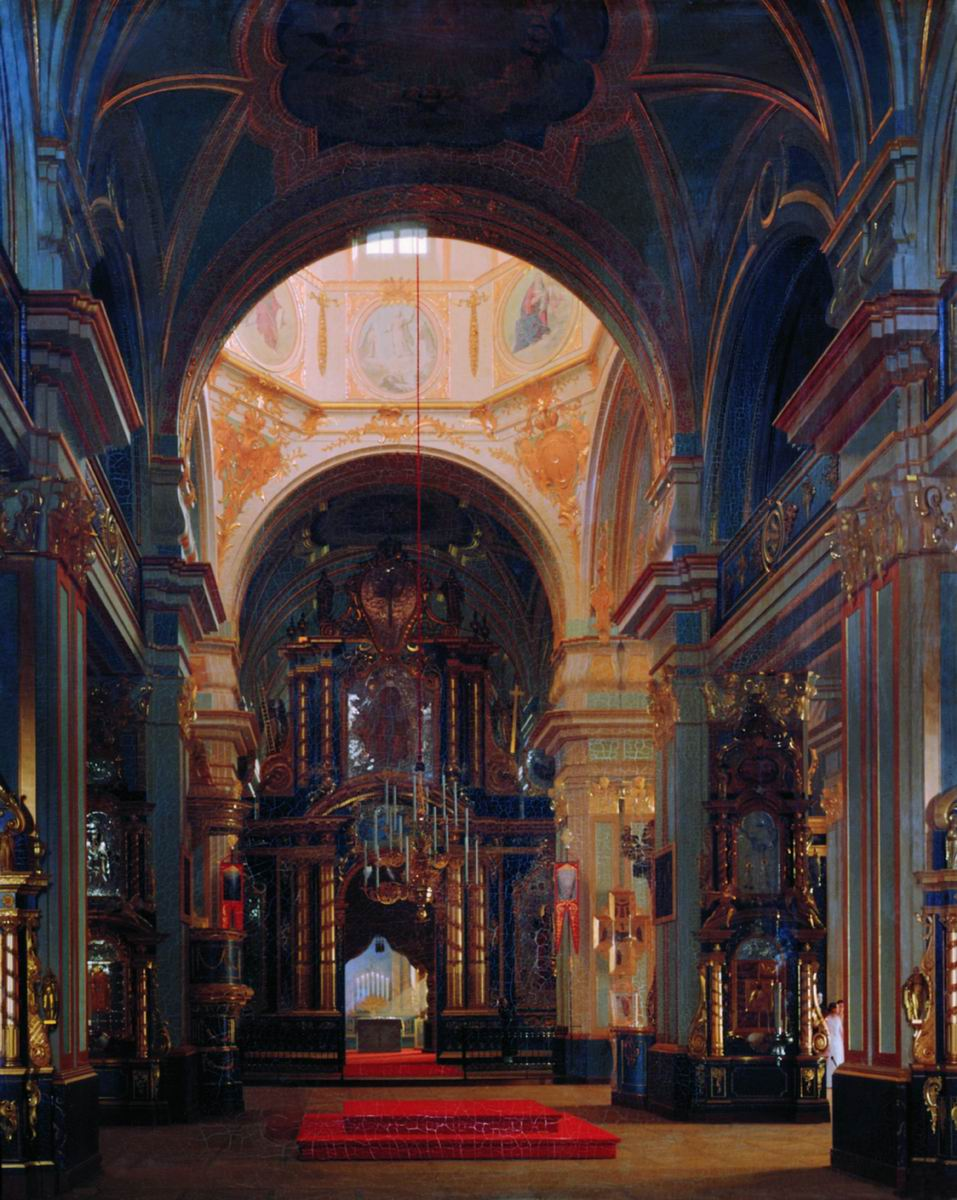
Wnętrze świątyni na obrazie Siergieja Zarianki z 1843

Sobór św. Mikołaja i Objawienia Pańskiego, Sobór Morski (ros. Cобор Святителя Николая Чудотворца и Богоявления – Sobor Swiatitiela Nikołaja Czudotworca i Bogojawlenija)  – prawosławny sobór w Petersburgu, w jurysdykcji eparchii petersburskiej Rosyjskiego Kościoła Prawosławnego. Położony na Wyspie Kazańskiej, niedaleko miejsca, gdzie krzyżują się Kanał Gribojedowa i Kanał Kriukowa, przy Placu Nikolskim, który bierze swoją nazwę od świątyni. 

## Historia

### W Rosji carskiej
Z inicjatywą wzniesienia świątyni wystąpił w 1752 przewodniczący kolegium Admiralicji Michaił Golicyn. Skierował on do carycy Elżbiety prośbę o zgodę na budowę cerkwi wojskowej, przeznaczonej dla marynarzy rosyjskich, której patronem byłby ich święty patron Mikołaj Cudotwórca. Caryca zgodziła się. Obiekt zastąpił starszą, wzniesioną w 1743 drewnianą cerkiew pod tym samym wezwaniem.
Autorem projektu nowej cerkwi był jeden z najbardziej uznanych architektów w osiemnastowiecznej Rosji – Sawwa Czewakinski, który przyjął za wzór sobór Zaśnięcia Matki Bożej w Astrachaniu. Stanowił on jednak jedynie inspirację dla twórcy, wzniesiona w Petersburgu świątynia bardzo poważnie różni się od pierwowzoru. Jedynym wyraźnie zbliżonym elementem jest pięć kopuł. Odróżnia to cerkiew od innych powstałych w tym samym okresie świątyń prawosławnych w Petersburgu, które wzorowano z reguły na soborze Świętych Piotra i Pawła w Twierdzy Pietropawłowskiej. Sawwa Czewakinski opracował pierwszy projekt soboru jeszcze w 1752, musiał go jednak poważnie zmodyfikować, aby wznoszona świątynia nie była niszczona w czasie powodzi. Zmieniony plan został zatwierdzony; kamień węgielny pod budowę obiektu poświęcił 15 czerwca 1753 arcybiskup petersburski Sylwester. Pracami budowlanymi kierował osobiście architekt przy pomocy Michaiła Baszmakowa. Czewakinski opracował także projekt ikonostasów dla cerkwi górnej i dolnej, natomiast ikony dla nich napisał Fiedot Kołokolnikow. Ten sam autor, razem z braćmi Iwanem i Miną, wykonał w świątyni freski. Mina Kołokolnikow wykonał ikonostas dla cerkwi dolnej. Ikony znajdujące się w soborze napisane są w typowym dla sztuki osiemnastowiecznej Rosji stylu, łączącym elementy tradycyjnego malarstwa ikonowego z wpływami zachodnioeuropejskimi. Wizerunki świętych w ikonostasie przedstawiały świętych patronów żyjących i zmarłych członków rodziny carskiej oraz świętych Klemensa i Piotra Aleksandryjskiego, których wspomnienie wypadało w dzień objęcia władzy przez Elżbietę Romanową. Do 1760 ukończono prace nad ikonostasami i nakryto budowaną cerkiew dachem. Sobór przeznaczony był dla równoczesnego udziału 10 tys. wiernych w nabożeństwie. W latach 1756–1758 wzniesiono wolno stojącą dzwonnicę.
Dolną cerkiew, której patronem był św. Mikołaj oraz jej boczny ołtarz Ścięcia Głowy św. Jana Chrzciciela, poświęcił 5 grudnia 1760 arcybiskup petersburski Sylwester, w obecności carycy Elżbiety. Świątynia górna oraz lewy ołtarz dolnej cerkwi, którego patronem był św. Dymitr z Rostowa, zostały poświęcone 20 lipca 1762 przez arcybiskupa petersburskiego Beniamina, w obecności carycy Katarzyny II. Ona też jako pierwsza nazwała świątynię Morskim Soborem i poleciła odtąd określać ją w ten sposób, była także fundatorką dziesięciu ikon umieszczonych w dwóch kiotach w kształcie krzyża, upamiętniających sukcesy wojenne rosyjskiej floty. Od tego czasu obiekt nie był przebudowywany i zachował architekturę i wystrój wnętrza typowe dla osiemnastowiecznej Rosji.
Sobór był szczególnie związany z rosyjską marynarką wojenną. Odbywały się w nim nabożeństwa dziękczynne po odniesionych zwycięstwach, zaś plac przed świątynią był miejscem parad wojskowych. Po wojnie rosyjsko-japońskiej w soborze umieszczono tablice upamiętniające poległych marynarzy.

### Po rewolucji październikowej
W 1918 sobór stracił status świątyni wojskowej i został zmieniony w zwykłą świątynię parafialną. W 1922 znaczna część wyposażenia soboru została skonfiskowana. Część konfiskowanych przedmiotów została wykupiona przez parafian. Nikt związany z parafią nie został poddany represjom.
23 lipca 1922 biskupi pomocniczy eparchii piotrogrodzkiej – jamburski Aleksy oraz namiestnik Ławry św. Aleksandra Newskiego, biskup peterhofski Mikołaj ogłosili tymczasową autokefalię eparchii, zgodnie z dekretami Soboru Lokalnego z lat 1917–1918, w celu skuteczniejszej rywalizacji z tworzącymi się strukturami Żywej Cerkwi. Biskup Aleksy za swój udział w zwalczaniu Żywej Cerkwi został jeszcze w październiku tego samego roku zesłany do Azji Środkowej, w lutym 1923 na karę zesłania zostali skazani także biskup peterhofski Mikołaj i proboszcz soboru protoprezbiter Aleksandr Bielajew. Kontrolę nad świątynią objęli wówczas duchowni związani z Żywą Cerkwią – nowym proboszczem został należący do niej ks. Nikołaj Rusanow. Cerkiew na krótko wróciła do pierwotnej jurysdykcji po zwolnieniu z aresztu domowego patriarchy Tichona w czerwcu 1923, jednak we wrześniu znów znalazła się pod kontrolą duchownych „odnowicielskich”. W marcu roku następnego świątynia ponownie przeszła do Patriarchatu Moskiewskiego, a jej proboszczem został ks. Nikołaj Czukow, późniejszy metropolita leningradzki i ładoski Grzegorz. Przeprowadził on częściową odnowę świątyni, która została ponownie poświęcona.
W okresie zarządzania soborem przez duchowieństwo Żywej Cerkwi świątynia straciła część cennego wyposażenia. W kolejnych latach doszło do konfiskat i kradzieży utensyliów cerkiewnych. Równocześnie do obiektu napływały ikony i inne przedmioty z zamykanych przez władze świątyń w mieście. W 1933 leningradzki obwodowy komitet wykonawczy zabronił używania dzwonów cerkiewnych, w roku następnym dzwony z soboru św. Mikołaja i Objawienia Pańskiego zostały skonfiskowane. W 1941 sobór był jedną z ośmiu czynnych w Leningradzie cerkwi uznających jurysdykcję Patriarchatu Moskiewskiego. Służyło w nim pięciu duchownych (1/4 wszystkich prawosławnych kapłanów w mieście). W czerwcu 1941 sobór stał się katedrą eparchii petersburskiej i w związku z tym stałym miejscem służby metropolity leningradzkiego Aleksego. Metropolita pozostał w mieście w czasie blokady Leningradu i swoimi kazaniami podnosił morale ludności. Duchowieństwo soboru prowadziło zbiórkę ofiar na cele wojskowe, w świątyni stale odbywały się nabożeństwa, zaś metropolita codziennie odprawiał nabożeństwa w intencji przetrwania miasta. Hierarcha oraz pięciu kapłanów służących w soborze otrzymali medale „Za obronę Leningradu”.
Zniszczony w czasie wojny sobór został odremontowany w pierwszych latach po jej zakończeniu, do 1953. Przez cały okres radziecki świątynia pozostawała czynna.